# Lachenkopf
Der Lachenkopf ist ein 2111 m ü. NHN hoher Berg in den Allgäuer Alpen. Er liegt zwischen dem Laufbacher Eck im Osten und dem Schochen im Westen. Südlich unterhalb des Lachenkopfes verläuft der Höhenweg vom Edmund-Probst-Haus zum Prinz-Luitpold-Haus.
Auf den Lachenkopf führt kein markierter Wanderweg. Man kann ihn unschwierig weglos vom Höhenweg Edmund-Probst-Haus – Prinz-Luitpold-Haus erreichen.
Der Lachenkopf ist touristisch unbedeutend.

## Weblinks

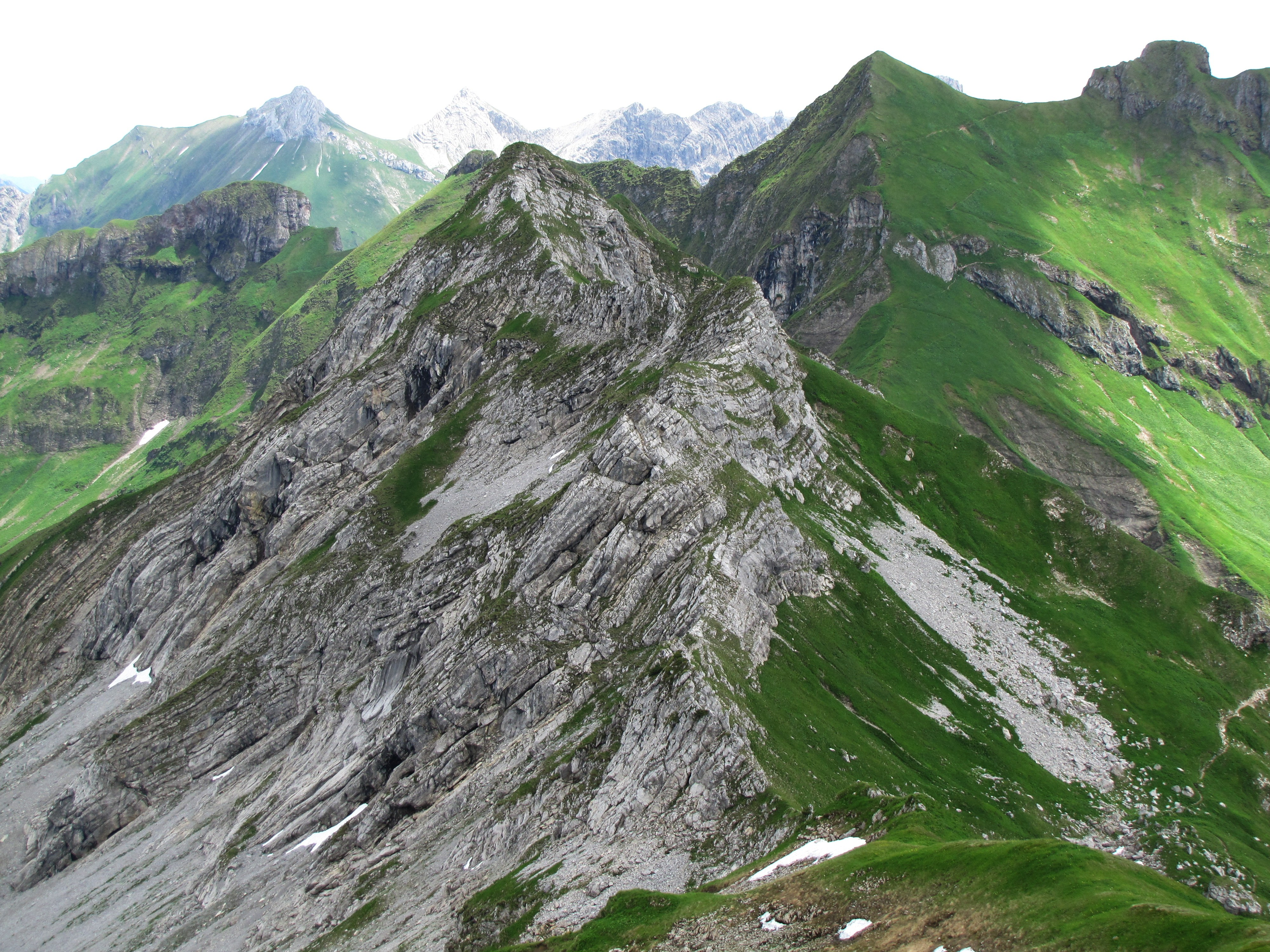
Lachenkopf-Ostgrat vom Schochen